# NGC 7388
NGC 7388 est une étoile située dans la constellation de Pégase, au sud de la galaxie LEDA 069832. L'astronome irlandais Lawrence Parsons a enregistré la position de celle-ci le 11 octobre 1873.
Le catalogue RNGC et la base de données Simbad associent à tort cette étoile à la galaxie de très faible luminosité située presque directement au nord de NGC 7388. La luminosité de cette galaxie est bien trop faible pour qu'un observateur du 19e siècle la voie, et ce même en utilisant le télescope Léviathan de 183 cm de Lord Rosse. 